# Phyllolabis regelationis
Phyllolabis regelationis is een tweevleugelige uit de familie steltmuggen (Limoniidae). De soort komt voor in het Oriëntaals gebied.